# Leichtathletik-Weltmeisterschaften 2003/1500 m der Männer

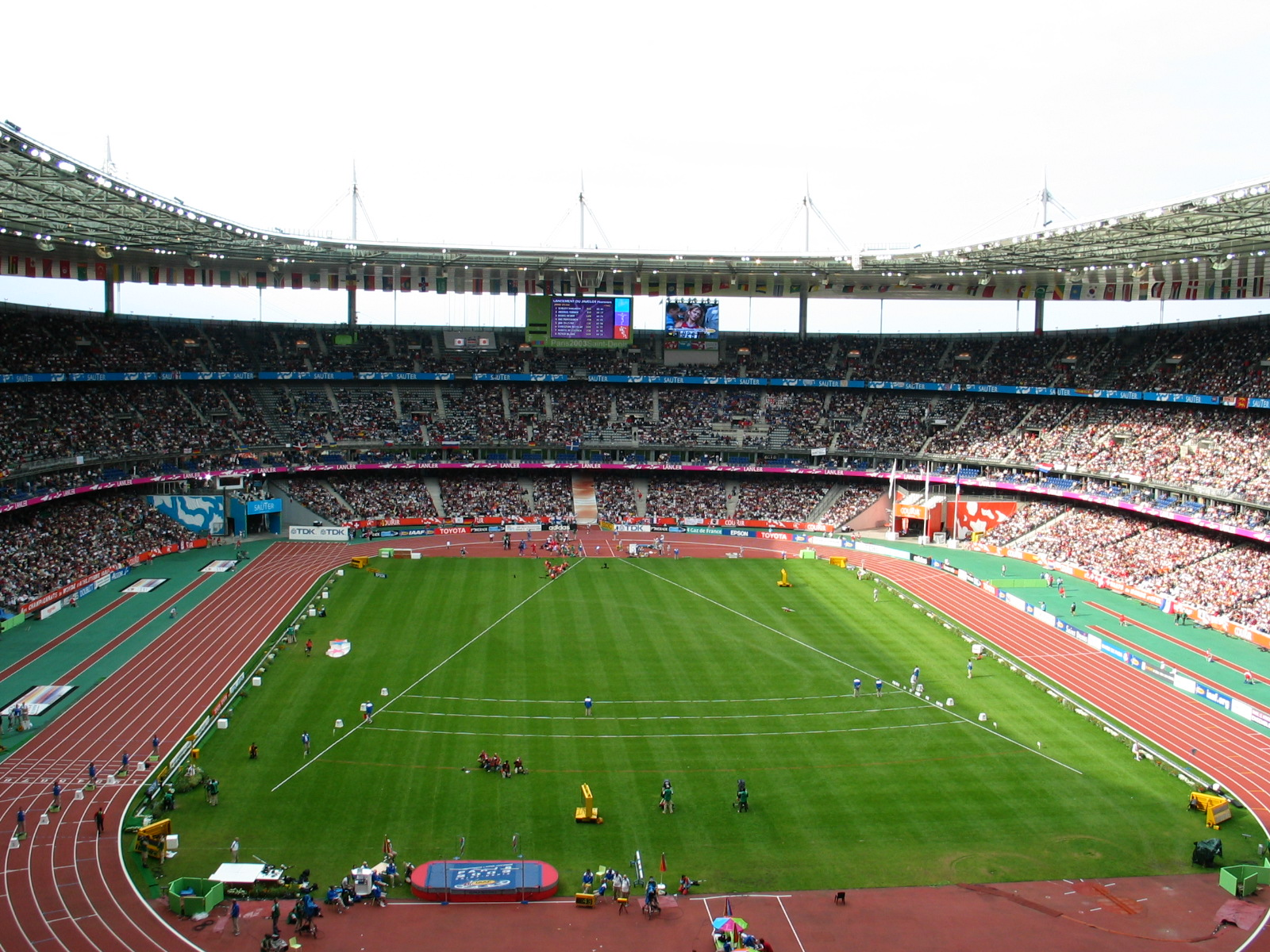
Stade de France in Paris/Saint-Denis am Schlusstag der Leichtathletik-Weltmeisterschaften

Der 1500-Meter-Lauf der Männer bei den Leichtathletik-Weltmeisterschaften 2003 wurde vom 23. bis 27. August 2003 im Stade de France der französischen Stadt Saint-Denis unmittelbar bei Paris ausgetragen.
Seinen vierten Weltmeistertitel in Folge erlief sich der marokkanische Olympiazweite von 2000, Vizeweltmeister von 1995 und Weltrekordinhaber Hicham El Guerrouj. Vier Tage später errang er über 5000 Meter mit Silber eine weitere Medaille. Rang zwei belegte der amtierende Europameister Mehdi Baala aus Frankreich. Bronze ging an den Ukrainer Iwan Heschko.

## Bestehende Rekorde
| Weltrekord               | 3:26,00 min | Hicham El Guerrouj | Rom, Italien                | 14. Juli 1998   |
| Weltmeisterschaftsrekord | 3:27,65 min | Hicham El Guerrouj | WM 1999 in Sevilla, Spanien | 24. August 1999 |

Der bestehende WM-Rekord wurde bei diesen Weltmeisterschaften nicht eingestellt und nicht verbessert.

## Doping
In diesem Wettbewerb trat ein Dopingfall auf.
Der zunächst achtplatzierte Franzose Fouad Chouki wurde wegen Dopingvergehens mittels Erythropoetin (EPO) disqualifiziert.
Leidtragende waren vor allem zwei Athleten:
- Youcef Abdi, Australien – Er hätte über die Zeitregel im Finale starten dürfen.
- Atta Atta Miran, Pakistan – Er wäre über die Zeitregel im Halbfinale startberechtigt gewesen.

## Vorrunde
Die Vorrunde wurde in drei Läufen durchgeführt. Die ersten sechs Athleten pro Lauf – hellblau unterlegt – sowie die darüber hinaus sechs zeitschnellsten Läufer – hellgrün unterlegt – qualifizierten sich für das Halbfinale.
Insgesamt schieden nur vier Läufer aus. Bei nur 28 Teilnehmern hätte man durchaus auf die Halbfinalläufe verzichten und von der Vorrunde aus sogleich zum Finale kommen können.

### Vorlauf 1
23. August 2003, 18:00 Uhr
| Platz | Name             | Nation      | Zeit (min) |
| ----- | ---------------- | ----------- | ---------- |
| 1     | Adrian Blincoe   | Neuseeland  | 3:47,26    |
| 2     | Mehdi Baala      | Frankreich  | 3:47,26    |
| 3     | Reyes Estévez    | Spanien     | 3:47,52    |
| 4     | Jason Lunn       | USA         | 3:47,62    |
| 5     | Gert-Jan Liefers | Niederlande | 3:47,81    |
| 6     | Tarek Boukensa   | Algerien    | 3:47,88    |
| 7     | Youcef Abdi      | Australien  | 3:48,65    |
| 8     | Valery Pisarev   | Kirgisistan | 3:50,89    |
| 9     | Francis Munthali | Malawi      | 3:51,61    |
| DNS   | Bernard Lagat    | Kenia       |            |

### Vorlauf 2
23. August 2003, 18:08 Uhr
| Platz | Name                | Nation     | Zeit (min)                                         |
| ----- | ------------------- | ---------- | -------------------------------------------------- |
| 1     | Hicham El Guerrouj  | Marokko    | 3:42,24                                            |
| 2     | Hudson de Souza     | Brasilien  | 3:42,51                                            |
| 3     | Paul Korir          | Kenia      | 3:42,55                                            |
| 4     | Iwan Heschko        | Ukraine    | 3:42,96                                            |
| 5     | Christian Obrist    | Italien    | 3:43,01                                            |
| 6     | Juan Carlos Higuero | Spanien    | 3:43,01                                            |
| 7     | Kevin Sullivan      | Kanada     | 3:43,27                                            |
| 8     | Michal Sneberger    | Tschechien | 3:43,27                                            |
| 9     | Atta Atta Miran     | Pakistan   | 3:51,34 eigentlich für das Halbfinale qualifiziert |

### Vorlauf 3
23. August 2003, 18:16 Uhr
| Platz | Name                   | Nation         | Zeit (min)                    |
| ----- | ---------------------- | -------------- | ----------------------------- |
| 1     | Rui Silva              | Portugal       | 3:41,35                       |
| 2     | Isaac Kiprono Songok   | Kenia          | 3:41,55                       |
| 3     | Roberto Parra          | Spanien        | 3:41,57                       |
| 4     | Michael East           | Großbritannien | 3:41,61                       |
| 5     | Wjatscheslaw Schabunin | Russland       | 3:41,63                       |
| 6     | Gareth Turnbull        | Irland         | 3:41,84                       |
| 7     | Bert Leenaerts         | Belgien        | 3:42,71                       |
| 8     | Neil Weare             | Guam           | 3:56,64                       |
| 9     | Yahye Abdi Gurre       | Somalia        | 4:10,42                       |
| DOP   | Fouad Chouki           | Frankreich     | für das Halbfinale zugelassen |

## Halbfinale
In den beiden Halbfinalläufen qualifizierten sich die jeweils ersten fünf Athleten – hellblau unterlegt – sowie die darüber hinaus zwei zeitschnellsten Läufer – hellgrün unterlegt – für das Finale.

### Halbfinallauf 1

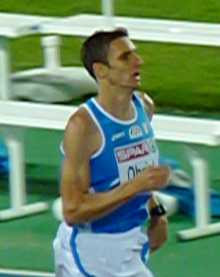
Als Neunter des ersten Rennens schied Christian Obrist im Halbfinale aus

25. August 2003, 20:50 Uhr
| Platz | Name                   | Nation      | Zeit (min)                                     |
| ----- | ---------------------- | ----------- | ---------------------------------------------- |
| 1     | Hicham El Guerrouj     | Marokko     | 3:38,25                                        |
| 2     | Rui Silva              | Portugal    | 3:38,37                                        |
| 3     | Iwan Heschko           | Ukraine     | 3:38,43                                        |
| 4     | Roberto Parra          | Spanien     | 3:38,51                                        |
| 5     | Wjatscheslaw Schabunin | Russland    | 3:38,60                                        |
| 6     | Gert-Jan Liefers       | Niederlande | 3:38,61                                        |
| 7     | Isaac Kiprono Songok   | Kenia       | 3:39,84                                        |
| 8     | Youcef Abdi            | Australien  | 3:40,13 eigentlich für das Finale qualifiziert |
| 9     | Christian Obrist       | Italien     | 3:41,88                                        |
| 10    | Gareth Turnbull        | Irland      | 3:42,01                                        |
| 11    | Kevin Sullivan         | Kanada      | 3:42,33                                        |
| DNS   | Valery Pisarev         | Kirgisistan |                                                |

### Halbfinallauf 2

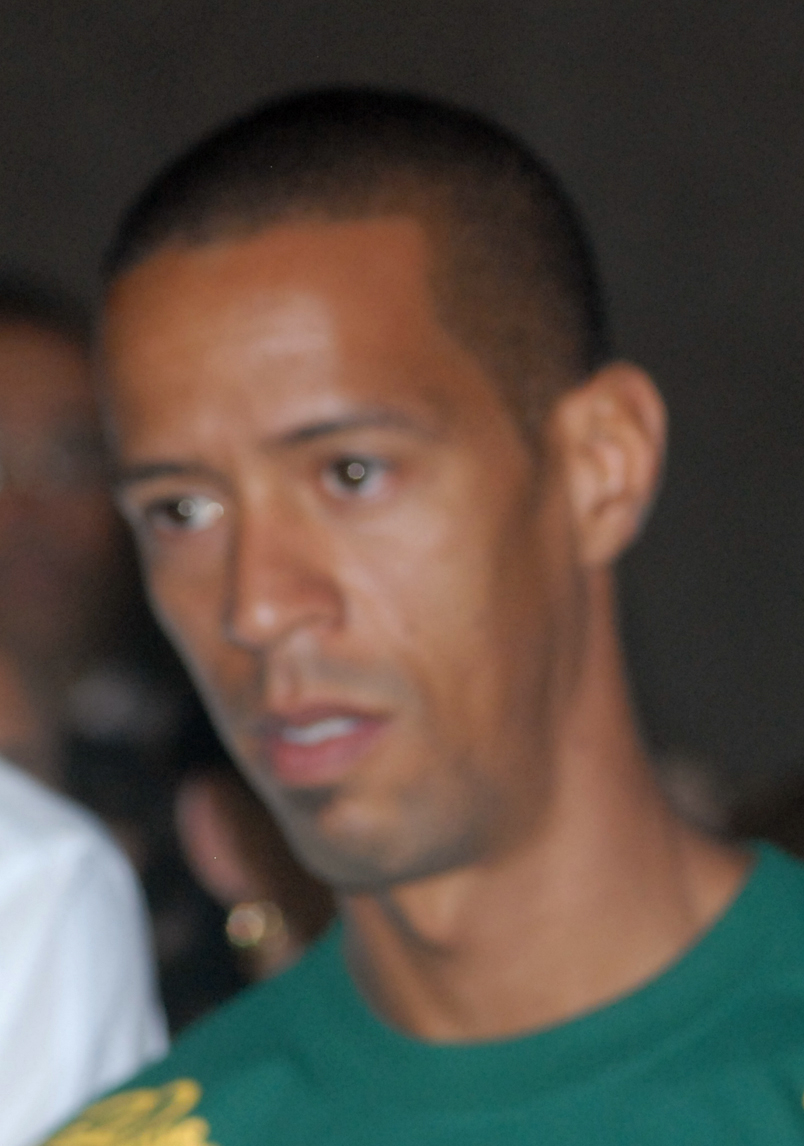
Als Sechster seines Halbfinallaufs erreichte Hudson de Souza nicht den Endlauf
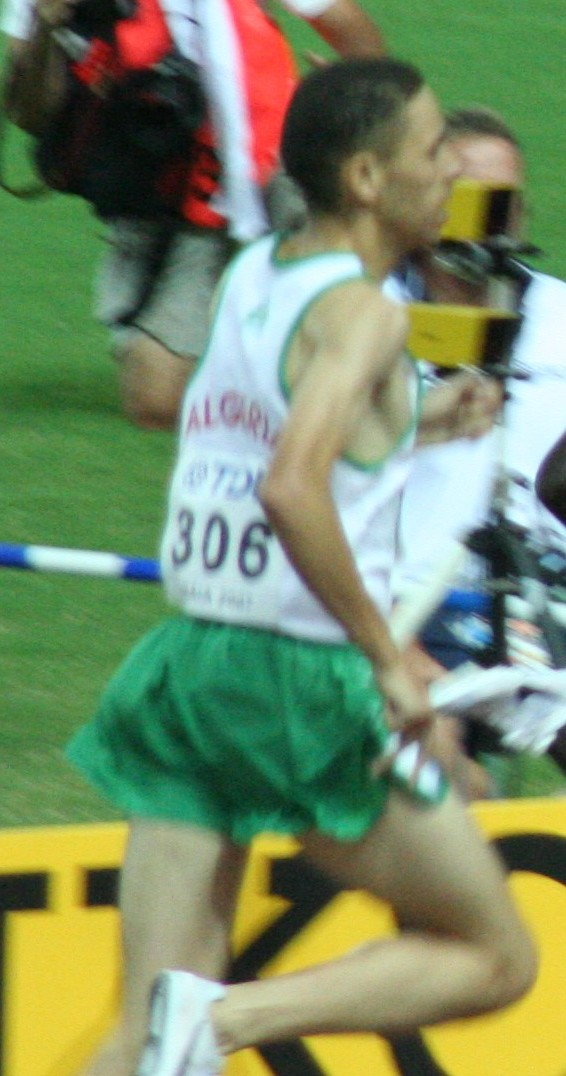
Tarek Boukensa – Rang sieben im dritten Halbfinale und damit ausgeschieden

25. August 2003, 21:00 Uhr
| Platz | Name                | Nation         | Zeit (min)                |
| ----- | ------------------- | -------------- | ------------------------- |
| 1     | Mehdi Baala         | Frankreich     | 3:39,73                   |
| 2     | Paul Korir          | Kenia          | 3:40,08                   |
| 3     | Juan Carlos Higuero | Spanien        | 3:40,29                   |
| 4     | Reyes Estévez       | Spanien        | 3:40,75                   |
| 5     | Michael East        | Großbritannien | 3:40,87                   |
| 6     | Hudson de Souza     | Brasilien      | 3:41,12                   |
| 7     | Tarek Boukensa      | Algerien       | 3:41,33                   |
| 8     | Adrian Blincoe      | Neuseeland     | 3:41,53                   |
| 9     | Jason Lunn          | USA            | 3:41,71                   |
| 10    | Michal Sneberger    | Tschechien     | 3:42,25                   |
| 11    | Bert Leenaerts      | Belgien        | 3:43,02                   |
| DOP   | Fouad Chouki        | Frankreich     | für das Finale zugelassen |

## Finale

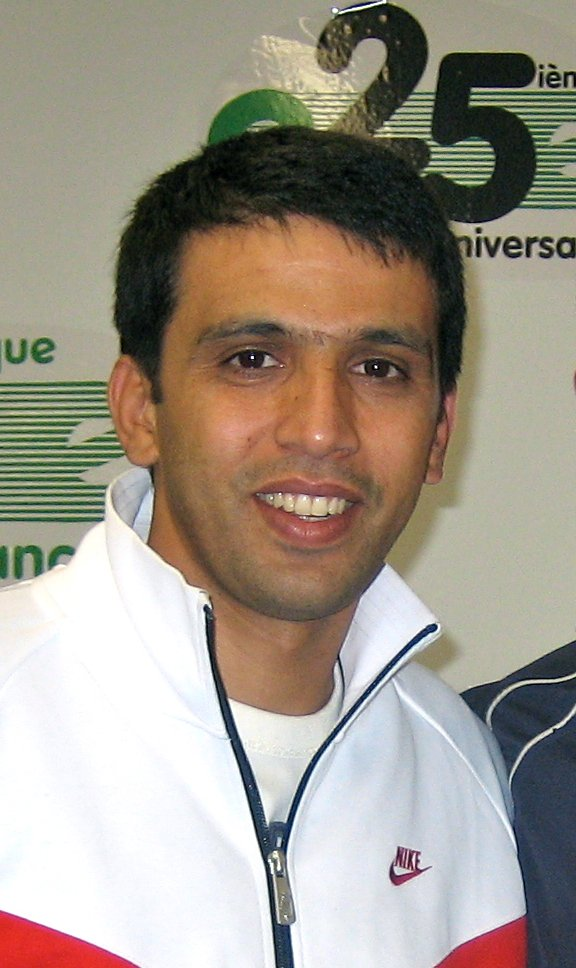
Hicham El Guerrouj – vierter WM-Titel in Folge für den Weltrekordinhaber nach Olympiasilber im Jahr 2000

27. August 2003, 21:00 Uhr
| Platz | Name                   | Nation      | Zeit (min) |
| ----- | ---------------------- | ----------- | ---------- |
| 1     | Hicham El Guerrouj     | Marokko     | 3:31,77    |
| 2     | Mehdi Baala            | Frankreich  | 3:32,31    |
| 3     | Iwan Heschko           | Ukraine     | 3:33,17    |
| 4     | Paul Korir             | Kenia       | 3:33,47    |
| 5     | Rui Silva              | Portugal    | 3:33,68    |
| 6     | Reyes Estévez          | Spanien     | 3:33,84    |
| 7     | Gert-Jan Liefers       | Niederlande | 3:33,99    |
| 8     | Wjatscheslaw Schabunin | Russland    | 3:34,37    |
| 9     | Isaac Kiprono Songok   | Kenia       | 3:34,39    |
| 10    | Roberto Parra          | Spanien     | 3:35,02    |
| 11    | Juan Carlos Higuero    | Spanien     | 3:38,49    |
| DOP   | Fouad Chouki           | Frankreich  |            |

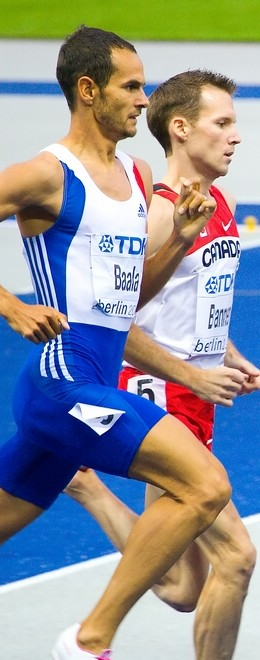
Vizeweltmeister wurde der amtierende Europameister Mehdi Baala
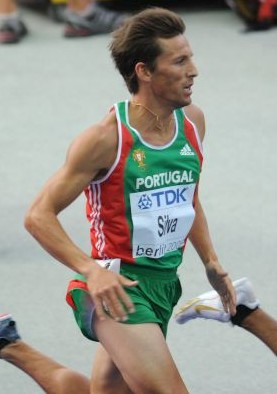
Rui Silva belegte Rang fünf
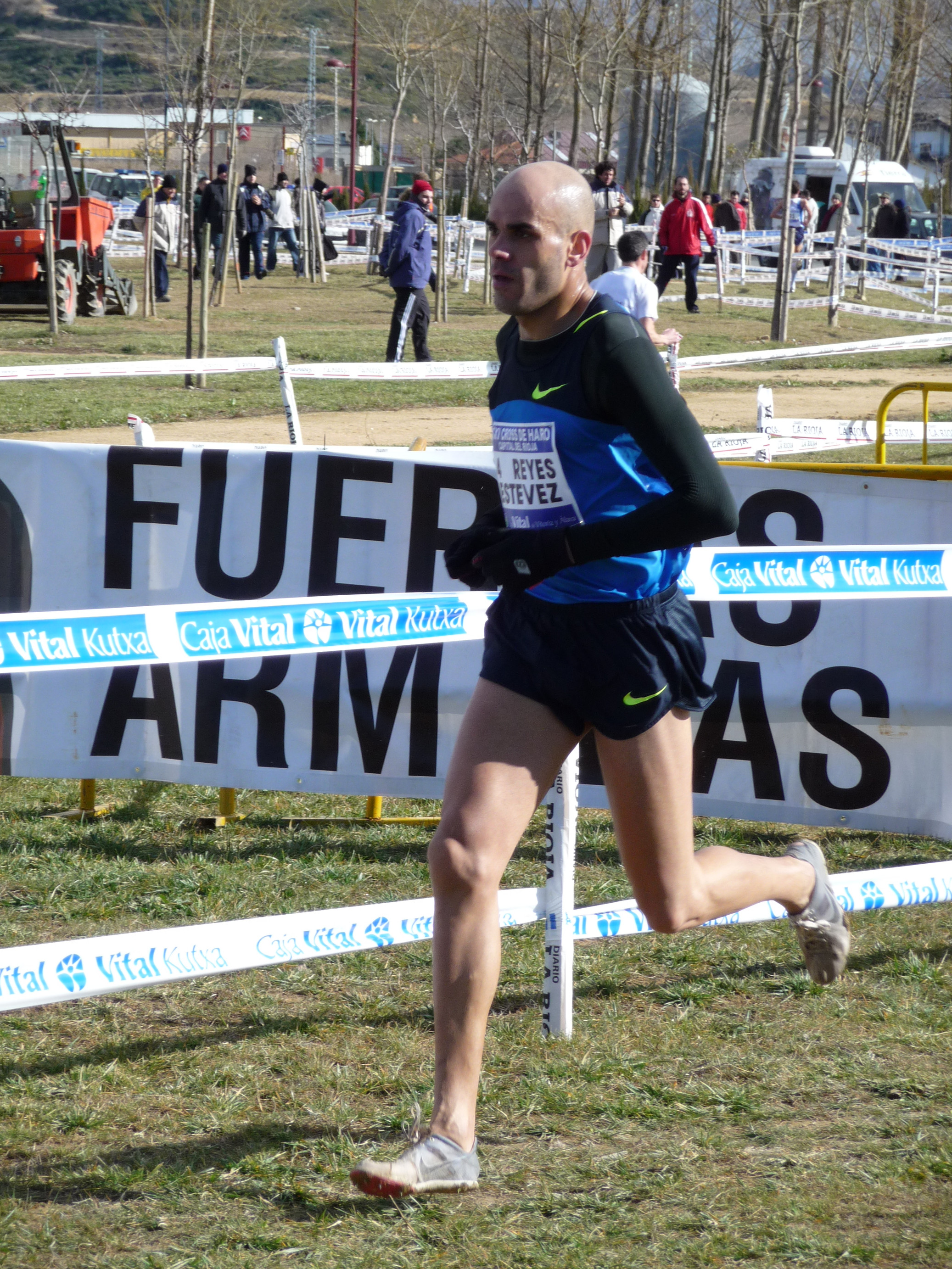
Reyes Estévez, zweifacher WM-Dritter (1997/1999), 1998 Europameister und 2002 Vizeeuropameister, erreichte Platz sechs

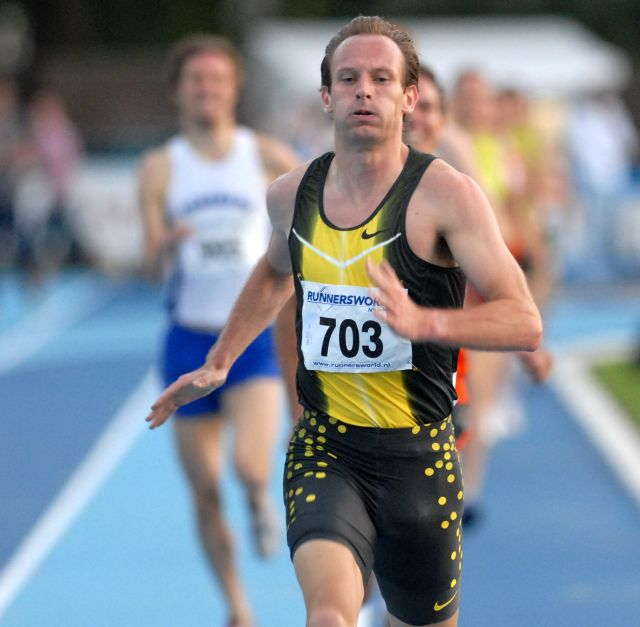
Der siebtplatzierte Gert-Jan Liefers
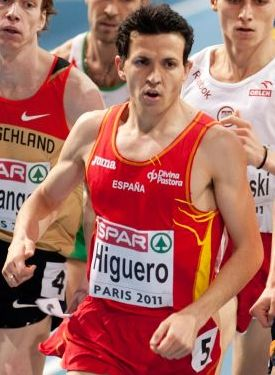
Juan Carlos Higuero kam auf den elften Platz

## Video
- Men's 1500m Final | IAAF World Championships Paris 2003 auf youtube.com, abgerufen am 2. September 2020